# Kennedy Professor of Latin
Kennedy Professor of Latin ist der Titel des Inhabers eines Lehrstuhls für Lateinische Philologie an der Universität Cambridge. Er wurde 1865 von ehemaligen Schülern und Freunden des Rektors Benjamin Hall Kennedy zu dessen Pensionierung gestiftet. Kennedy selbst beteiligte sich mit 500 Pfund an der Stiftung, unter der Auflage, dass der Lehrstuhl nicht nach ihm benannt würde. Mit dem dritten Lehrstuhlinhaber Alfred Edward Housman wurde der Lehrstuhl 1911 trotzdem nach Kennedy benannt.

## Lehrstuhlinhaber
1. Hugh Andrew Johnstone Munro (1869–1872)
2. John Eyton Bickersteth Mayor (1872–1910)
3. Alfred Edward Housman (1911–1936)
4. William Blair Anderson (1936–1942)
5. Roger A. B. Mynors (1944–1953)
6. Charles Oscar Brink (1954–1973)
7. Edward J. Kenney (1974–1982)
8. Michael David Reeve (1984–2006)
9. Stephen Oakley (seit 2007)